# 阿爾塔·達戴
阿爾塔·達戴是阿尔巴尼亚议会的阿爾巴尼亞社會黨議員。她從1997年開始成為國會議員。在其從政生涯中，她曾任職於文化部以及外交部，成為了首位女性出任外交部長。她現在外交政策委員會的主席。
達戴1953年3月15日出生於地拉那。她畢業於地拉那大学英語文學系，並在此學校以講師身份執教直到1997年她開始從政為止。她在議會代表非夏爾州。